# 유강대교
유강대교(柳江大橋)는 대한민국의 경상북도 포항시 남구 연일읍 유강리에서 중명리를 연결하는 총길이 400m, 형산강의 교량이다. 국도 제31호선의 일부이다. 주변에는 유강터널, 유강교, 형산교차로이다.

## 역사
- 1998년 유강대교 착공.
- 2006년 유강대교 개통.

## 접속하는 도로
- 국도 제31호선
- 영일만대로